# Блом, Отто фон
Граф (с 1819) Отто фон Блом (нем. Otto Lehnsraf von Blome auf Heiligenstedten, также Отто фон Блом II; 1770—1849) — датский военный и государственный деятель, дипломат, участник войн против революционной Франции.

## Биография
Отто фон Блом происходил из древнего нижнесаксонского дворянского рода фон Блом. Родился в семье помещика Вольфа фон Блома (1728—1784), который служил каноником в Любеке.
Первоначально поступил на военную службу, был произведён в офицеры, но впоследствии выбрал дипломатическую карьеру. В 1797 году получил чин камергера. В 1797—1800 годах сопровождал своего дядю Отто фон Блома (1735—1803, Отто фон Блом I) во время его пребывания в Санкт-Петербурге, куда последний был назначен послом. В 1802 году произведён в генерал-адъютанты и в октябре того же года направлен посланником в Стокгольм.
После смерти дяди в 1803 году, унаследовал поместья Хайлигенштедтен, Бахренфлет, Кампен, Бекхоф и Бекмюнде от своего дяди, умершего неженатым.
В 1804 году назначен посланником в Санкт-Петербург. В 1808 году он представлял датского короля на Эрфуртском конгрессе, награждён большим крестом ордена Данеброг. В 1812 году покинул Россию вместе с представителями союзных Франции государств, в 1815 году произведён в генерал-майоры и вернулся к исполнению обязанностей посланника. В 1818 году произведён в генерал-лейтенанты.
В начале 1824 года он был назначен датским государственным министром и главой министерства иностранных дел Дании, но ушел в отставку с этой должности по собственному желанию в марте того же года.
11 сентября 1819 года дипломом датского короля Фредерика VI Отто фон Блом был возведён в графское достоинство королевства Дания. Одновременно в графское достоинство был возведён и его племянник Отто фон Блом (1795—1884), сын его умершего брата Фридриха фон Блома. 1 мая 1826 года возведён в достоинство владетельного графа (нем. Lehnsgraf) королевства Дания.
В 1826 году снова назначен посланником в Санкт-Петербург, оставался на это посту в течение 15 лет, до своей отставки в 1841 году. Находился в дружеских отношениях с датским королем Кристианом VIII и российским министром Карлом фон Нессельроде.
В 1838 году награждён орденом Св. Андрея Первозванного, а в 1844 году — алмазными знаками к нему.
Вышел в отставку в 1841 году с производством в генералы от кавалерии.
Умер в 1849 году не оставив наследников.

## Награды
- Орден Святого Иоанна Иерусалимского (4 июля 1800, королевство Пруссия)[2]

- Орден Данеброг большой крест (9 февраля 1808, королевство Дания)
- Орден Данеброг почётный крест (28 января 1812, королевство Дания)
- Орден Слона (25 мая 1826, королевство Дания)

Российской империи:
- Орден Святой Анны 1-й степени (9 ноября 1819)[3]
- Орден Святого Александра Невского (22 августа 1826)[4]
- Орден Белого орла (15 июля 1838)[4]
- Орден Святого Андрея Первозванного (15 июля 1838)[4]; алмазные украшения к ордену (1844)